# Univerza v Würzburgu
Univerza v Würzburgu (nemško Julius-Maximilians-Universität Würzburg) je univerza v Würzburgu (Nemčija), ki je bila ustanovljena leta 1402. Leta 1415 so jo zaprli in ponovno odprli leta 1582. Univerza je članica Coimbre, prestižne skupine evropskih univerz.

## Fakultete
- Katoliška teološka fakulteta v Würzburgu
- Pravna fakulteta v Würzburgu
- Medicinska fakulteta v Würzburgu
- Filozofska fakulteta v Würzburgu I
- Filozofska fakulteta v Würzburgu II
- Fakulteta za biologijo v Würzburgu
- Fakulteta za kemijo in farmacijo v Würzburgu
- Fakulteta za matematiko in informatiko v Würzburgu
- Fakulteta za fiziko in astronomijo v Würzburgu
- Ekonomska fakulteta v Würzburgu